# Biografielijst Oz

## Oz
- Amos Oz (1939-2018), Israëlisch schrijver en publicist
- Fania Oz-Salzberger (1980), Israëlisch historicus en schrijver
- Frank Oz (1944), Brits/Amerikaans poppenspeler

## Oza
- Joe Ozaki (1956), Japans golfer
- Kazuo Ozaki (1960), Japans voetballer
- Kuniko Ozaki (1956), Japans diplomaat, hoogleraar en rechter
- Mari Ozaki (1975), Japans atlete
- Masashi Ozaki (1947), Japans golfer
- Risa Ozaki (1994), Japans tennisster
- Yoshimi Ozaki (1981), Japans atlete
- Yushi Ozaki (1969), Japans voetballer
- Turgut Özal (1927-1993), Turks econoom en politicus (president van 1989-1993)
- Alpay Özalan (1973), Turks voetballer
- Frédéric Ozanam (1813-1853), Frans literatuur- en cultuurhistoricus
- Andranik Ozanian (1865-1927), Armeens generaal, politicus en vrijheidsstrijder
- Çoşkun Özarı (1931-2011), Turks voetballer en voetbaltrainer
- Ozark Henry (1970), Belgisch singer-songwriter
- Ümit Özat (1976), Turks voetballer
- Ichiro Ozawa (1942), Japans politicus
- Jisaburo Ozawa (1886-1966), Japans admiraal
- Louis Ozawa Changchien (1975), Amerikaans acteur
- Michihiro Ozawa (1932), Japans voetballer
- Seiji Ozawa (1935-2024), Japans dirigent

## Ozb
- Şener Özbayraklı (1990), Turks voetballer
- Barış Özbek (1986), Duits/Turks voetballer
- Aras Özbiliz (1990), Nederlands voetballer
- Tufan Özbozkurt (1993), Turks/Nederlands voetballer

## Ozc

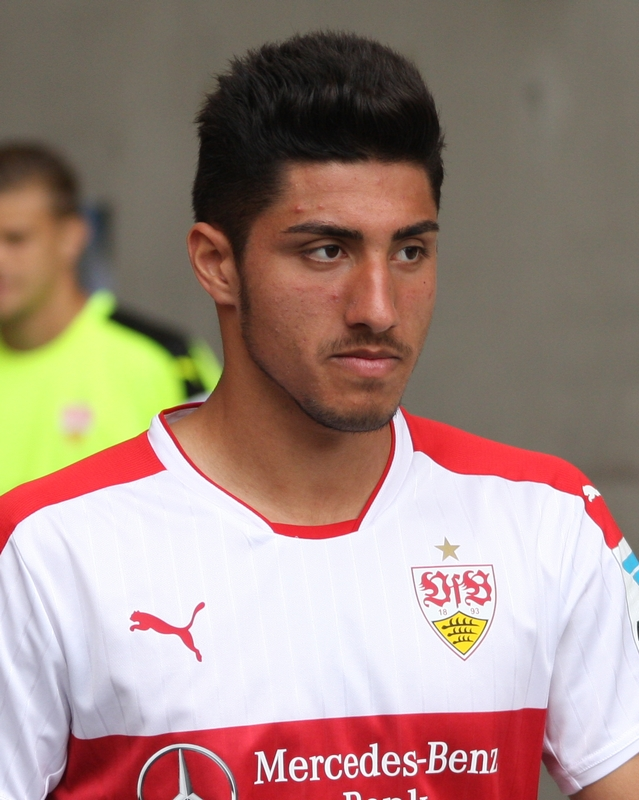
Berkay Özcan

- Arkoç Özcan (1939), Turks voetballer en voetbaltrainer
- Berkay Özcan (1998), Turks/Duits voetballer
- Gazanfer Özcan (1931-2009), Turks acteur
- Kadir Özcan (1952-2013), Turks voetballer en voetbaltrainer
- Özgürcan Özcan (1988), Turks voetballer
- Ramazan Özcan (1984), Oostenrijks voetballer
- Okan Özçelik (1992), Turks/Nederlands voetballer

## Ozd
- Mehmet Özdilek (1966), Turks voetballer en voetbaltrainer

## Oze
- Necdet Özel (1950), Turks generaal
- Amédée Ozenfant (1886-1966), Frans kunstschilder
- Cēzars Ozers (1937-2023), Sovjet- en Lets basketbalspeler

## Ozg
- Tahsin Özgüç (1916-2005), Turks archeoloog

## Ozi
- Étienne Ozi (1754-1813), Frans componist, muziekpedagoog en fagottist
- Mesut Özil (1988), Duits voetballer

## Ozk
- Halis Özkahya (1980), Turks voetbalscheidsrechter
- Serdar Özkan (1987), Turks voetballer
- Yavuz Özkan (1985), Turks voetbaldoelman
- Emin Özkara (1974), Belgisch politicus
- Hüsnü Özkara (1955), Turks voetballer en voetbaltrainer
- Özcan Özkaya (1983), Nederlands voetballer

## Ozo
- Elvīra Ozoliņa (1939), Sovjet-Russisch atlete
- François Ozon (1967), Frans filmregisseur en scenarioschrijver

## Ozs
- Hal Ozsan (1976), Amerikaans acteur

## Ozt

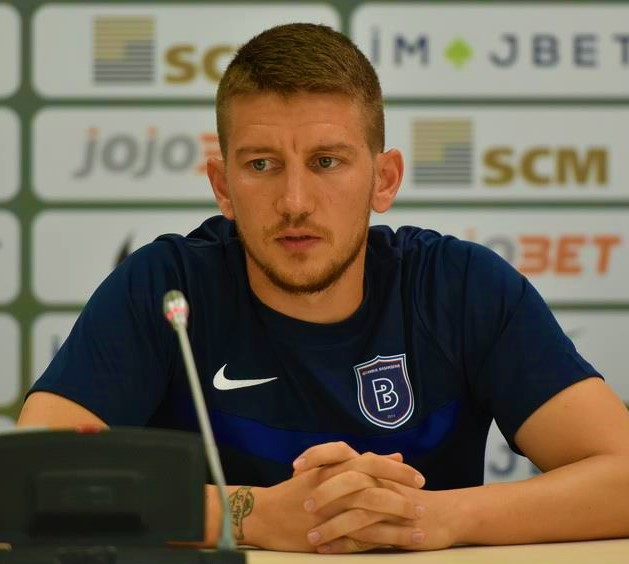
Ferhat Öztorun

- Yasin Öztekin (1987), Turks voetballer
- Ferhat Öztorun (1987), Turks voetballer
- Levin Öztunalı (1996), Duits/Turks voetballer
- Akın Öztürk (1952), Turks generaal
- Alim Öztürk (1992), Nederlands/Turks voetballer
- Alpaslan Öztürk (1993), Belgisch voetballer
- Bülent Öztürk (1975), Belgisch/Koerdisch filmmaker
- İbrahim Öztürk (1981), Turks voetballer
- Selçuk Öztürk (1972), Nederlands politicus
- Serdar Öztürk (1988), Turks voetballer
- Sezer Öztürk (1985), Duits/Turks voetballer

## Ozu
- Yasujiro Ozu (1903-1963), Japans regisseur

## Ozy
- Oğuzhan Özyakup (1992), Nederlands/Turks voetballer

## Ozz
- Ray Ozzie (1955), Amerikaans topfunctionaris